# Ki Wo Tsukau
Ki Wo Tsukau o "Preocuparse por" 
Es una metodología de mejora continua, desarrollada por el MBA Alejandro Kasuga en Yakult de Puebla e implementada en más de 100 empresas a nivel internacional en países como México, EE. UU., Canadá, Japón, entre otros.
En México se implementó con éxito en universidades como
UPAEP, BUAP, Tecnológico de Monterrey, UDLAP, UMAD, entre otras y en empresas como: Africam Safari, Hino Motors, Café Punta del CIelo, La Zarza, Jumbo, Kreston, Endeavor.

. Actualmente el modelo está siendo puesto a prueba en varias empresas mexicanas pioneras.
El término japonés "Ki Wo Tsukau"（気を使う）significa: Ki (mente) Wo Tsukau (usar) el cual puede interpretarse como: "Preocuparse por".

## Historia
La evolución del modelo Ki Wo Tsukau "Preocuparse por" ha sido gradual y dinámica a partir del éxito mundial de la implementación de Sistemas de Gestión de la Calidad basados en la Norma Internacional ISO 9001. 

## Modelo
El Ciclo dinámico de Mejora de procesos "Ki Wo Tsukau" está basado en un enfoque a procesos y a una preocupación por los clientes internos y externos buscando la mejora de todos los procesos a través de la proactividad y el desempeño basado en indicadores que no se basen en la prevención de fallas sino en la búsqueda de mejora de procesos.
Al considerar que las empresas cuentan con un sinfín de herramientas, también se sabe que estas solo pueden ser aplicadas por una minoría de empleados que las conoce y las maneja, el modelo Ki Wo Tsukau busca incorporar a todos los empleados para que no solo realicen las actividades para las que fueron contratados sino que motiva a la proactividad a través de la mejora del proceso buscando la satisfacción del cliente.
El modelo considera 3 variables: K1 son las funciones básicas que realiza un empleado. K2 es el nivel de proactividad y K3 es el impacto o beneficio en el K1 del empleado. De esta forma, el K2 es un ciclo continuo aplicado a K1 para obtener un K3 y mejorar el proceso del trabajador con miras a obtener un mejor producto o servicio para la satisfacción del cliente.

## Situación Actual
Actualmente la metodología Ki Wo Tsukau además de su implementación en distintas entidades de sectores público -como la Dirección de Innovación y Desarrollo Institucional Archivado el 28 de agosto de 2016 en Wayback Machine. de la Secretaría de Administración y Finanzas del Gobierno del Estado de Yucatán- y privado, ha sido presentada y adoptada por diversas instituciones educativas públicas y privadas. Universidades como la Benemérita Universidad Autónoma de Puebla, Universidad Madero (UMAD), Universidad Tecnológica de Huejotzingo (UTH), Instituto Tecnológico Superior de Zacapoaxtla y el Instituto Tecnológico Superior de la Sierra Norte de Puebla (ITSSNP) han firmado convenios para implementación y en algunos casos para formación de docentes Ki Wo Tsukau.